# Bernardo Capó
Pour les articles homonymes, voir Capo.
Capó  Plomer est un nom espagnol. Le premier nom de famille, en général paternel, est Capó ; le second, en général maternel, souvent omis, est Plomer.
Bernardo Capó Plomer (né le 20 octobre 1919 à Muro (Majorque) et mort le 11 février 2000 dans la même localité) est un coureur cycliste espagnol. Professionnel de 1945 à 1954, il a notamment été champion d'Espagne sur route en 1947. Il s'est classé troisième du Tour d'Espagne 1948 et a remporté deux étapes de l'édition de 1950.

## Palmarès
- 1945
  - 3ea étape du Circuito del Norte
  - 8e du Tour d'Espagne
- 1946
  - Tour de Burgos :
    - Classement général
    - 3e étape

  - Tour de Majorque
  - 3e du championnat d'Espagne sur route
  - 3e du Tour de Catalogne
- 1947
  -  Champion d'Espagne sur route
  - Tour de Majorque
  - 2e du Circuit de Getxo
  - 2e du GP Pascuas
  - 3e du Tour de Burgos
- 1948
  - Tour de Tarragone :
    - Classement général
    - 1re étape

  - 2e du Tour de Majorque
  - 3e du Tour d'Espagne
- 1949
  - Grand Prix d'Andalousie
  - 10e étape du Tour de Catalogne
  - 2e du championnat d'Espagne sur route
  - 2e du Trofeo Jaumendreu
- 1950
  - 6e étape du Tour du Portugal
  - 8ea (contre-la-montre) et 21e étapes du Tour d'Espagne
  - 7e du Tour d'Espagne
- 1951
  - 4e étape du Tour de Catalogne
- 1952
  - 2e du Trofeo Masferrer
  - 3e du Circuito de la Ribera del Jalón

## Résultats sur les grands tours

### Tour de France
1 participation
- 1949 : éliminé à la 1re étape

### Tour d'Espagne
4 participations
- 1945 : 8e
- 1946 : abandon (6e étape)
- 1948 : 3e
- 1950 : 7e, vainqueur des 8ea (contre-la-montre) et 21e étapes